# Борисоглебский сельсовет (Амурская область)
Борисогле́бский сельсове́т — сельское поселение в Октябрьском районе Амурской области.
Административный центр — село Борисоглебка.

## История
В октябре 1979 года был образован Борисоглебский сельский Совет с центром в с. Борисоглебка.
17 марта 2005 года в соответствии с Законом Амурской области № 457-ОЗ объединены Борисоглебский и Ильиновский сельсоветы с административным центром в селе Борисоглебка, муниципальное образование наделено статусом сельского поселения.

## Население
| 2002 | 2010 | 2011 | 2012 | 2013 | 2014 | 2015 |
| ---- | ---- | ---- | ---- | ---- | ---- | ---- |
| 358  | ↗408 | ↘406 | ↘404 | →404 | ↗413 | ↘409 |
| 2016 | 2017 | 2018 | 2021 |      |      |      |
| ↘402 | ↘392 | ↘381 | ↗441 |      |      |      |

## Состав сельского поселения
| № | Населённый пункт | Тип населённого пункта       | Население |
| - | ---------------- | ---------------------------- | --------- |
| 1 | Борисоглебка     | село, административный центр | ↘197      |
| 2 | Ильиновка        | село                         | ↗184      |